# Okręgowe rozgrywki w piłce nożnej woj. warszawskiego (1924)
5. Edycja okręgowych rozgrywek w piłce nożnej województwa warszawskiego
| Rozgrywki | Poziomy rozgrywkowe w sezonie 1924 | Poziomy rozgrywkowe w sezonie 1924 | Poziomy rozgrywkowe w sezonie 1924 | Poziomy rozgrywkowe w sezonie 1924 | Poziomy rozgrywkowe w sezonie 1924 | Poziomy rozgrywkowe w sezonie 1924 | Poziomy rozgrywkowe w sezonie 1924 | Poziomy rozgrywkowe w sezonie 1924 | Poziomy rozgrywkowe w sezonie 1924 | Poziomy rozgrywkowe w sezonie 1924 |
| --------- | ---------------------------------- | ---------------------------------- | ---------------------------------- | ---------------------------------- | ---------------------------------- | ---------------------------------- | ---------------------------------- | ---------------------------------- | ---------------------------------- | ---------------------------------- |
| Centralne | I poziom ligowy                    | Mistrzostwa Polski                 | Mistrzostwa Polski                 | Mistrzostwa Polski                 | Mistrzostwa Polski                 | Mistrzostwa Polski                 | Mistrzostwa Polski                 | Mistrzostwa Polski                 | Mistrzostwa Polski                 | Mistrzostwa Polski                 |
| Okręgowe  | II poziom ligowy                   | Klasa A gr.I                       | Klasa A gr.I                       | Klasa A gr.I                       | Klasa A gr.I                       | Klasa A gr.I                       | Klasa A gr.I                       | Klasa A gr.I                       | Klasa A gr.I                       |                                    |
| Okręgowe  | III poziom ligowy                  | Klasa B gr.I                       | Klasa B gr.I                       | Klasa B gr.I                       | Klasa B gr.I                       | Klasa B gr.II                      | Klasa B gr.II                      | Klasa B gr.II                      | Klasa B gr.II                      | Klasa B Gr. rezerw                 |
| Okręgowe  | IV poziom ligowy                   | Klasa C gr.I                       | Klasa C gr.I                       | Klasa C gr.II                      | Klasa C gr.II                      | Klasa C gr.III                     | Klasa C gr.III                     | Klasa C gr.IV                      | Klasa C gr.IV                      |                                    |
| Okręgowe  | IV poziom ligowy                   | Klasa C I gr. rezerw               | Klasa C I gr. rezerw               | Klasa C II gr. rezerw              | Klasa C II gr. rezerw              | Klasa C III gr. rezerw             | Klasa C III gr. rezerw             | Klasa C Grupa radomska             | Klasa C Grupa radomska             |                                    |

W oddzielnych grupach uczestniczyły zespoły rezerw, gdzie rezerwy klubów A-klasowych miały dodatkową grupą klasy B oraz trzeci zespół występował w osobnej grupie klasy C. Rezerwy drużyn z klasy B startowały w dwóch grupach klasy C. W podokręgu radomskim istniała grupa C, jednak nie ma pewności do ilości drużyn tam występujących.

## Klasa A - II poziom rozgrywkowy
| Poz. | Drużyna               | M  | Z | R | P  | Bramki | Pkt. |
| ---- | --------------------- | -- | - | - | -- | ------ | ---- |
| 1    | Polonia Warszawa      | 10 | 9 | 0 | 1  | 62:10  | 18   |
| 2    | Warszawianka          | 10 | 7 | 1 | 2  | 36:18  | 15   |
| 5    | WKS Legia Warszawa    | 10 | 5 | 1 | 4  | 40:19  | 11   |
| 4    | Varsovia Warszawa (b) | 10 | 4 | 2 | 4  | 17:32  | 10   |
| 5    | Czarni Radom (b)      | 10 | 2 | 2 | 6  | 15:44  | 6    |
| 6    | AZS Warszawa          | 10 | 0 | 0 | 10 | 3:50   | 0    |

| Mecze            | POL  | WAR | LEG | VAR  | CZA  | AZS  |
| ---------------- | ---- | --- | --- | ---- | ---- | ---- |
| POL              | X    | 3:0 | 1:2 | 10:1 | 16:2 | 3:0v |
| WAR              | 1:4  | X   | 5:2 | 2:2  | 5:1  | 5:0  |
| LEG              | 3:4  | 3:4 | X   | 1:2  | 2:2  | 4:0  |
| VAR              | 1:6  | 2:3 | 1:5 | X    | 1:1  | 3:2  |
| CZA              | 0:3  | 1:4 | 0:9 | 2:3  | X    | 2:0  |
| AZS              | 0:12 | 0:7 | 0:9 | 0:1  | 1:4  | X    |
| I seria II seria |      |     |     |      |      |      |

## Klasa B - III poziom rozgrywkowy
Awans: Korona Warszawa dawne WTC.
| Poz. | Drużyna              | M | Z | R | P | Bramki | Pkt. |
| ---- | -------------------- | - | - | - | - | ------ | ---- |
| 1    | Orkan Warszawa       | 8 |   |   |   | 20:7   | 13   |
| 2    | Pogoń Warszawa (b)   | 8 |   |   |   | 12:17  | 12   |
| 3    | Olimpia Warszawa (b) | 8 |   |   |   | 11:17  | 6    |
| 4    | WKS Siedlce          | 8 |   |   |   | 8:14   | 5    |
| 5    | Skra Warszawa (b)    |   |   |   |   | 12:24  | 4    |

| Poz. | Drużyna             | M | Z | R | P | Bramki | Pkt. |
| ---- | ------------------- | - | - | - | - | ------ | ---- |
| 1    | WTC/Korona Warszawa | 8 |   |   |   | 31:3   | 14   |
| 2    | Ruch Warszawa (b)   | 8 |   |   |   | 18:7   | 12   |
| 3    | Makabi Warszawa     | 8 |   |   |   | 14:16  | 6    |
| 4    | Barkochba Warszawa  | 8 |   |   |   | 11:30  | 4    |
| 5    | RKS Radom (b)       | 8 |   |   |   | 5:23   | 4    |

Grupa III - rezerw
| Poz. | Drużyna               | M | Z | R | P | Bramki | Pkt. |
| ---- | --------------------- | - | - | - | - | ------ | ---- |
| b.d. | Polonia II Warszawa   |   |   |   |   |        | -    |
| b.d. | Warszawianka II       |   |   |   |   |        | -    |
| b.d. | WKS Legia II Warszawa |   |   |   |   |        | -    |
| b.d. | Varsovia II Warszawa  |   |   |   |   |        | -    |
| b.d. | Czarni Radom II       |   |   |   |   |        | -    |
| b.d. | AZS II Warszawa       |   |   |   |   |        | -    |
| b.d. | WKS 36 pp ?           |   |   |   |   |        | -    |

Mecz barażowy o awans do klasy A.

- Korona Warszawa : Orkan Warszawa 6:1, 1:0.

## Klasa C - IV poziom rozgrywkowy
Awans: Wisła Warszawa.
| Poz. | Drużyna             | M | Z | R | P | Bramki | Pkt. |
| ---- | ------------------- | - | - | - | - | ------ | ---- |
| 1    | ZAWF Warszawa       |   |   |   |   |        | -    |
| b.d. | Promień Warszawa    |   |   |   |   |        | -    |
| b.d. | Stadjon Warszawa    |   |   |   |   |        | -    |
| b.d. | Marymont Warszawa   |   |   |   |   |        | -    |
| b.d. | Uczniowski ZS Radom |   |   |   |   |        | -    |

| Poz. | Drużyna             | M | Z | R | P | Bramki | Pkt. |
| ---- | ------------------- | - | - | - | - | ------ | ---- |
| 1    | Sarmata Warszawa    |   |   |   |   |        | -    |
| b.d. | Gwiazda Warszawa    |   |   |   |   |        | -    |
| b.d. | 1 pp Lotników       |   |   |   |   |        | -    |
| b.d. | Warszawski KS (WKS) |   |   |   |   |        | -    |
| b.d. | KPWF Warszawa       |   |   |   |   |        | -    |

- Marymont nie przystąpił do rozgrywek w grupie I klasy C. Uczniowski Związek Sportowy wycofał się w trakcie rozgrywek.

| Poz. | Drużyna             | M | Z | R | P | Bramki | Pkt. |
| ---- | ------------------- | - | - | - | - | ------ | ---- |
| 1    | Strzelec Warszawa   |   |   |   |   |        | -    |
| b.d. | Ascola Warszawa     |   |   |   |   |        | -    |
| b.d. | Audacja Warszawa    |   |   |   |   |        | -    |
| b.d. | KKS Jordan Warszawa |   |   |   |   |        | -    |
| b.d. | Syrena Warszawa     |   |   |   |   |        | -    |

| Poz. | Drużyna              | M | Z | R | P | Bramki | Pkt. |
| ---- | -------------------- | - | - | - | - | ------ | ---- |
| 1    | Wisła Warszawa       |   |   |   |   |        | -    |
| b.d. | TS Hakoah            |   |   |   |   |        | -    |
| b.d. | Koło Głuch. Warszawa |   |   |   |   |        | -    |
| b.d. | TS Victoria Warszawa |   |   |   |   |        | -    |
| b.d. | Nadwiślanka Warszawa |   |   |   |   |        | -    |

- Przed sezonem doszło do fuzji Królewii z Orlem, powstał nowy klub KS Wisła Warszawa.

| Poz. | Drużyna               | M | Z | R | P | Bramki | Pkt. |
| ---- | --------------------- | - | - | - | - | ------ | ---- |
| b.d. | Pogoń II Warszawa     |   |   |   |   |        | -    |
| b.d. | Barkochba II Warszawa |   |   |   |   |        | -    |
| b.d. | Olimpia II Warszawa   |   |   |   |   |        | -    |
| b.d. | WTC II Warszawa       |   |   |   |   |        | -    |
| b.d. | Orkan II Warszawa     |   |   |   |   |        | -    |

| Poz. | Drużyna            | M | Z | R | P | Bramki | Pkt. |
| ---- | ------------------ | - | - | - | - | ------ | ---- |
| 1    | Ruch II Warszawa   |   |   |   |   |        | -    |
| b.d. | Makabi II Warszawa |   |   |   |   |        | -    |
| b.d. | Skra II Warszawa   |   |   |   |   |        | -    |
| b.d. | x                  |   |   |   |   |        | -    |
| b.d. | x                  |   |   |   |   |        | -    |

| Poz. | Drużyna                | M | Z | R | P | Bramki | Pkt. |
| ---- | ---------------------- | - | - | - | - | ------ | ---- |
| b.d. | Polonia III Warszawa   |   |   |   |   |        | -    |
| b.d. | Warszawianka III       |   |   |   |   |        | -    |
| b.d. | WKS Legia III Warszawa |   |   |   |   |        | -    |
| b.d. | Varsovia III Warszawa  |   |   |   |   |        | -    |
| b.d. | AZS III Warszawa       |   |   |   |   |        | -    |

| Poz. | Drużyna         | M | Z | R | P | Bramki | Pkt. |
| ---- | --------------- | - | - | - | - | ------ | ---- |
| 1    | Barkochba Radom |   |   |   |   |        | -    |
| b.d. | WKS 72pp Radom  |   |   |   |   |        | -    |
| b.d. | RKS II Radom    |   |   |   |   |        | -    |
| b.d. |                 |   |   |   |   | -      |      |
| b.d. |                 |   |   |   |   | -      |      |

Baraże do klasy B 

- 1.03.1925, Wisła : Strzelec 4:3 po dogr.
- mistrz podokręgu radomskiego: Bar Kochba Radom
- 03.1925, Bar Kochba : Wisła 0:3
- 5.04.1925, Wisła – Bar Kochba 3:0 wo

## Zespoły należące do WOZPN - pełne nazwy:[1]
Klasa A

- K. S. "Polonia" Warszawa, ul.Szczygla la
- K. S. "Warszawianka" Warszawa, ul.Cackiego 8
- Wojskowy K. S "Legja" Warszawa, ul.Łazienkowska róg Myśliwieckiej
- Harcerski K. S. „Varsovia" Warszawa, Okólnik 5a, m.3
- K. S. "Czarni" Radom, ul.Lubelska 23.
- Warszawskie Towarzystwo Cyklistów (WTC) Warszawa, Dynasy, ul.Oboźna 3 - zmiana nazwy na "KS Korona"

Klasa B

- Akademicki Związek Sportowy Warszawa, ul.Kopernika 41
- K. S. „Orkan" Warszawa, ul.Nowowiejska 9/37
- W. K. S. 22 p. p. Siedlce, Roskosz.
- Żydowskie Towarzystwo Gimnastyczno Sportowe „Makabi" - Warszawa, Nalewki 2a.
- Robotniczy K. S. „Skra" Warszawa, Al.Jerozolimskie 6
- K. S. „Olimpja" Warszawa, ul.Wielka 13.
- Żydowskie Towarzystwo Gimnastyczno Sportowe „Bar Kochba" Warszawa, ul.Targowa 63
- W. K. S. „Pogoń" Warszawa, Ministerstwo Spraw Wojskowych.
- S. P. F. „Ruch" Warszawa, ul.Dworska 29
- Radomskie Koło Sportowe Radom, ul.Długa 12

Klasa C

- Warszawski Klub Sportowy Głuchoniemych Warszawa, Plac Trzech Krzyży 4/6
- Klub Sportowy "Ascola" Warszawa, ul.Nowolipie 34 m.11, patronat: Gimnazjum męskie Tow. „Ascola”
- K. S. „Wisła" Warszawa, ul.Bagatela 12a m.11
- Związek Strzelecki (Strzelec) Warszawa, Al. Jerozolimskie 27 m. 3
- K. S. „Sarmata" Warszawa, ul.Płocka 22
- K. S. „Jordan" Warszawa, ul.Chłodna 26
- K. S. „Syrena" Warszawa, ul.Nowolipki 2
- K. S. „Gwiazda" Warszawa, ul.Dzika 21
- W. K. S. l-go pułku lotniczego Warszawa, Mokotów lotnisko.
- Koło Przyjaciół Wychowania Fizycznego Warszawa, ul.Rymarska 6/4
- S. C. S. „Promień" Warszawa, ul.Sochaczewska 1O, m.4
- T. S. „Hakoach" Warszawa, ul.Świętojańska 18 m.53
- T. S. „Viktorja" Warszawa, ul.Wspólna 5 m.17
- K. S. „Stadjon" Warszawa, ul.Wspólna 5
- K. S. „Audacja" Warszawa, ul.Twarda 23, m.41
- K. S. „Warszawski K. S." Warszawa, ul.Żórawia 42
- K. S. "Nadwiślanka" Warszawa, Al.Trzeciego Maja 8

Zespoły nie uczestniczące w rozgrywkach okręgowych:

- W. K. S. „Modlin" Modlin, 8-ma Dywizja Piechoty
- Kościuszkowski Obóz Szkolny Saperów Warszawa, Powązki.
- W. K. S. 72 pp Radom, Koszary Piłsudskiego
- K. S. "Lauda" Warszawa, ul.Towarowa 56
- Uczniowski Związek Sportowy Radom, ul.Wysoka 37
- Żydowskie Towarzystwo Gimnastyczno Sportowe „Bar Kochba" Radom, ul.Lubelska 11a
- K. S. "Marymont" - Warszawa, ul.Marymoncka 40
- K. S. (Ż.K.S.) "Szturm" Warszawa, ul.Złota 39/40
- K. S. "Vulcan" Siedlce, ul.Warszawaka 81/6
- K. S. "Liga" Warszawa, ul.Waliców 6 m.14
- K. S. "Sztubak" Warszawa, Warecka 14 m.26
- K. S. "Ordona" Warszawa, ul.Krucza 17 m.1O
- K. S. "Orzeł" Warszawa, ul.Wileńska 29 m.40
- K. S. "Huragan" Wołomin, ul.Stacyjna 20 m.1
- K. S. "Zadziory" Warszawa, ul.Dzika 74 m.2
- K. S. "Sparta" Warszawa, ul.Żelazna 29
- K. S. "Świt" Warszawa, patronat: Związek Zawodowy Pracowników Gazowni Miejskiej (pośrednio PPS)

Dzikie drużyny: Gloria, Stella, Stolica, Ujazdovia, Jutrznia, Odwet, 